# Али, Амира Мохамед
Амира Мохамед Али (род. 16 января 1980 года в Гамбурге) — немецкий политик (Союз Сары Вагенкнехт) и юрист. С 2017 года — член бундестага, где с 12 ноября 2019 года по 26 сентября 2023 года вместе с Дитмаром Барчем являлась парламентским лидером «Левых».

## Биография
Амира Мохамед Али выросла в Гамбурге-Фульсбюттеле. Её отец — араб с Египта, мать — немка. После окончания средней школы в 1998 году в образовательной школе Йоханнеум в Гамбурге-Винтерхуде она получила юридическое образование в университетах Гейдельберга и Гамбурга, где она начала и закончила свое обучение. Она сделала её правовую клерку в период между 2005 и 2007 годами на высшем областном суде Ольденбурга.
Она была принята в коллегию адвокатов в 2008 году и до 2017 года работала штатным юристом и менеджером по контрактам в автомобильной компании. Она является членом профсоюза IG Metall и Немецкой ассоциации защиты животных.

## Личная жизнь
Амира Мохамед Али замужем и с 2005 года живёт в Ольденбурге .
Вероисповедание — Мусульманка.

## Политическая деятельность
Амира Мохамед Али является членом правления окружной ассоциации Ольденбург / Аммерланд партии Die Linke в Нижней Саксонии с 2015 года. Впервые Мохамед Али баллотировалась на политический пост на местных выборах 2016 года в списке, заняв второе место в избирательном округе VI города Ольденбург. На этих выборах левые достигли наилучшего результата на местных выборах в Ольденбурге.
На федеральных выборах 2017 года Мохамед Али баллотировалась в качестве прямого кандидата по избирательному округу 27 (Ольденбург-Аммерланд). Она попала в бундестаг под номером 5 в списке своей партии от Нижней Саксонии. В 19-м созыве бундестаге она является членом Комитета по правовым вопросам и защите прав потребителей, Объединённого комитета и Комитета по продовольствию и сельскому хозяйству. Кроме того, она является заместителем члена избирательной комиссии и посреднической комиссии. Она была представителем левой парламентской фракции в бундестаге по защите прав потребителей и животных.
12 ноября 2019 года она была избрана преемницей Сары Вагенкнехт — вместе с Дитмаром Барчем — сопредседателем парламентской группы. Она выиграла в боевом голосовании против Карен Лэй 36 голосами против 29.

## Политические взгляды
Как и её предшественница Вагенкнехт, Мохамед Али считается представительницей левого крыла своей партии. Однако, в отличие от Вагенкнехт, она явно открыта для возможной красно-красно-зеленой коалиции.